# This Christmas Day
This Christmas Day è il quinto album in studio natalizio della cantante britannica Jessie J, pubblicato il 26 ottobre 2018.

## Descrizione
A seguito del quarto album in studio R.O.S.E. avvenuta nel maggio 2018, la cantautrice stipula un contratto con la Republic Records per registrare il quinto album di musica natalizia. Le registrazioni dei brani è avvenuto nel corso del R.O.S.E. Tour tra Europa e Stati Uniti, con la partecipazione dei produttori David Foster, Babyface, Darkchild e Jimmy Jam & Terry Lewis.
Oltre alle sue versioni cover di classici natalizi, Jessie J ha scritto il brano This Christmas Day, ispirandosi ad un amico della cantante che aveva perso suo fratello nel corso dell'anno.

## Accoglienza
Il redattore di AllMusic Neil Z. Yeung ha definito l'album «una collezione di fedeli interpretazioni di amati classici natalizi. Tranquillizzante e nostalgico, accoppia lo sfarzo delle percussioni e lo swing jazz con un tocco R&B degli anni '90». Yeung si complimenta inoltre per le doti vocali della cantautrice e del lavoro compiuto dai produttori per esaltarla, paragonando l'album a Kylie Christmas di Kylie Minogue e Merry Christmas di Mariah Carey. Craig Jenkins per Volture apprezza la solidità e completezza dell'album, ritenendo però l'album «nostalgico, con evidente perdita di potenziale per essere fantastico all'ascolto».
Ben Beaumont-Thomas, scrivendo per The Guardian, ha osservato che «fiancheggiata da bellissimi arrangiamenti che enfatizzano la grandiosità della parata natalizia, quasi preoccupante [...] Ogni nota, non importa quanto breve, è spruzzata di un vibrato sincero e piacevole, ma se il vostro Natale prevede zabaione sul tavolo della colazione in un'atmosfera cosparsa di glitter, troverete in questo progetto la vostra colonna sonora». Connor Ratliff di Rolling Stone dichiara che l'album si evince «jazzato e professionale» sebbene non trovi originale la pubblicazione di un ulteriore album natalizio contemporaneo.

## Tracce
1. Santa Claus Is Comin' to Town – 3:07
2. Man with the Bag – 2:43
3. Rockin' Around the Christmas Tree – 2:19
4. Jingle Bell Rock – 2:39
5. Rudolph the Red-Nosed Reindeer/Jingle Bells – 4:21
6. Let It Snow – 2:05
7. Winter Wonderland (featuring Boyz II Men) – 2:43
8. The Christmas Song (featuring Babyface) – 4:05
9. This Christmas Day – 3:45
10. White Christmas – 3:26
11. Silent Night – 3:48